# 林虎雄
林 虎雄（はやし とらお、1902年7月15日 - 1987年7月15日）は、日本の社会主義運動家、労働運動家、農民運動家、政治家。衆議院議員（2期）、参議院議員（2期）、長野県知事（公選初代、1947年-1959年）。

## 経歴
長野県諏訪郡下諏訪町出身。高等小学校を卒業後、諏訪青年会に入会して家業の旅館に従業したが、1930年（昭和5年）に日本労農党に入党し、労働運動、小作争議に身を置く。全国大衆党諏訪支部長から1933年（昭和8年）に同郡上諏訪町（現諏訪市）の町議となり以降、長野県会議員、諏訪郡上諏訪町、諏訪市助役を歴任する。
1936年（昭和11年）4月の長野県社会運動者懇談会に、野溝勝、農民解放運動の鷲見京一、戦後共産党入りする町田惣一郎とともに参加して関係を深める。
1937年（昭和12年）の第20回総選挙で長野県第4区から立候補した棚橋小虎の選挙組織を担当した。この選挙において棚橋陣営が佐野学や幸徳秋水との写真が載った立候補挨拶状を配布したため、対抗馬が共産主義者の証拠だとして逆宣伝した結果、棚橋は次点での落選となった。選挙後、棚橋陣営は買収饗応の嫌疑で取調べを受けたが、虎雄は留置関係者の釈放を求めた。取調べ終了後に逐次帰宅が許されたが、幹部2名が松本刑務所に強制収容され、諏訪市の虎雄宅に逃れていた棚橋らは逮捕された。
1945年（昭和20年）に日本社会党長野連合会書記長に就任、1946年（昭和21年）執行の第22回衆議院議員総選挙に当選した。
1946年（昭和21年）9月に社会党、共産党、長野県産業別労働組合会議、日本農民組合長野県連が参加して、長野県民主団体共同闘争協議会（民協）が結成された。この民協が推薦母体となり、革新陣営の長野県知事候補者は社会党の林虎雄に一本化された。知事候補者は最初から一本化されていたわけではなく，社会党内部で複数の候補が出されて調整がつかないまま，日本共産党、日本農民組合の要求により長野県民主協議会は社会党県連書記長の林虎雄を候補者に選ぶ。
1947年（昭和22年）、公選後初の長野県知事選において日本社会党公認、日本共産党、労働組合、農民組合、民主団体共同闘争協議会の推薦を受けて立候補した。革命時の雰囲気が極めて濃厚な社会情勢下において、「官僚の物部か、県民の林か」を訴え、保守陣営が擁立した元知事（官選）の物部薫郎らを破り初当選、初の民選知事となる。
長野県知事初当選後、長野県庁へ初登庁するため長野駅へ降り立つと、林虎雄の知事当選を祝う労働組合、農民組合の赤旗と労働者の波が押しかけたため、県庁からの迎えの車に乗らずに、労働歌が演奏される中をデモ隊と一緒に県庁まで歩いて初登庁した。それまで内務省のエリート官僚出身知事と働いていた長野県庁幹部は社会党知事の登場に動揺したという。一方で、知事当選後の同年10月に行われた昭和天皇の長野県内への行幸（昭和天皇の戦後巡幸）では、長野県知事として随行役を果たしている。
労働者の意志を地方労働委員に反映させることが正しいという労働運動家としての信念のもと、全国に先駆けて労働者代表のみを地方労働委員に委嘱した。
食料増産を図るため伊藤富雄を副知事に任命した。伊藤は供出米不足のため各地の農家に米の供出を懇願して歩き、戦後間もない食糧危機の解消にあたった。しかし、地方労働委員選任問題に絡み、アメリカ占領軍軍政部長野県施政官と衝突したため副知事を辞任し、第24回衆議院議員総選挙に日本共産党所属で立候補した。食料増産と1949年（昭和24年）度の予算を審議する長野県議会において、マルクスやエンゲルスの言葉を引用し、イギリス労働党の社会改革、北欧の社会福祉国を紹介して論争した。
天竜川水系の河川総合開発事業に力を入れ、TVAを視察後に三峰川の総合開発に乗り出し美和ダム・高遠ダムの建設を促進した。
全国に先駆けて部落解放審議会を設置して、長野県は人口比あたりで全国最高水準の部落地区改善を果たす。
浅間山米軍演習基地化問題では、反在日米軍である社会党政治家の信念として、労働組合、農民組合、長野県教職員組合、長野県労働組合評議会の米軍演習基地反対運動を支援した。
1951年（昭和26年）に保守陣営が「打倒革新知事候補」として擁立した当時長野県信連会長の米倉龍也を破って再選した際には「竜虎相打つ」とうたわれた。1959年（昭和34年）『知事は3度が限度、長期政権では人身がよどむ』と4期目出馬を辞退し退任。3期12年に渡って長野県知事を務めた。退任後は1962年（昭和37年）から1974年（昭和49年）まで参議院議員を2期12年間務める。同年春の叙勲で勲二等旭日重光章受章。信越放送（SBC）の相談役も務めた。
1987年（昭和62年）7月15日、85歳の誕生日に死去（生没同日）。死没日をもって正四位に叙される。
長男は信越放送社長の林壮司。